# Cordulegaster montandoni
Cordulegaster montandoni är en trollsländeart som beskrevs av St Quentin 1971. Cordulegaster montandoni ingår i släktet Cordulegaster och familjen kungstrollsländor. Inga underarter finns listade i Catalogue of Life.